# Pierre Flandrin
Pour les articles homonymes, voir Flandrin.
Pierre Flandrin est un vétérinaire et anatomiste, né à Lyon le 12 septembre 1752 et mort à Alfort en juin 1796.

## Biographie
Incité par son oncle Philibert Chabert qui y était instructeur, il entre à 14 ans à l’École vétérinaire de Lyon, que venait de créer Claude Bourgelat. Il devient rapidement instructeur anatomiste. Claude Bourgelat l’appelle comme professeur anatomiste à l’École d’Alfort, dont Chabert était devenu le directeur. On lui doit une magnifique suite de préparations anatomiques d’animaux. Il fait à partir de 1785 des voyages d’étude en Grande-Bretagne, et en Espagne à propos de la conduite des moutons à laine fine. Il participe avec Daubenton à l’introduction en France de la race mérinos.
En 1786, le roi lui accorde la survivance de la direction générale des écoles vétérinaires. La même année, il épouse Marie Françoise Dauphin, dont la famille est protégée par l'intendant Bertier de Sauvigny. En 1787, son épouse est la marraine de leur neveu, Alexandre Jean Feutrier.
Travailleur infatigable, il contribue par ses remarquables travaux d’anatomie aux recueils de la Société royale d’agriculture, aux Mémoires de l’Académie des sciences, à l’Almanach vétérinaire (1783-1793), au Journal de la médecine, etc., enfin au dictionnaire anatomique de l’Encyclopédie méthodique.
Une maladie subite l’emporte à l'âge de 44 ans, tout juste nommé membre de l'Institut.

## Publications
- avec Philibert Chabert et Jean-Baptiste Huzard, Almanach vétérinaire contenant l’histoire abrégée des progrès de la médecine vétérinaire des animaux, depuis l’établissement des écoles vétérinaires en France ; on y a joint la description et le traitement de plusieurs maladies des bestiaux, la notice de quelques ouvrages sur l’art vétérinaire, Paris, 1782, in-12 ; puis sous le titre des Instructions et observations sur les maladies des animaux domestiques, avec les moyens de les guérir, de les préserver, de les conserver en santé, de les multiplier, de les élever avec avantage, et de n’être point trompé dans leur achat, Paris : Mme Huzard ; 3e éd., Paris, 1782-1795 ; éd. en 1806-1809, 6 t. ; réimp. de l’édition de 1791 en 1812-1824, en 1827 ; traduit en allemand en 1792[3]
- Précis de l’anatomie du cheval, 1787
- Traité des viscères du cheval, 1787
- Mémoire sur l’amélioration les races de chevaux en France
- avec Jean-Baptiste Huzard, Observations sommaires à l’Assemblée nationale, sur l’École vétérinaire d’Alfort – État des épizooties traitées en 1790, par les élèves de l’École d’Alfort, Paris : Impr. de P. Fr. Didot le jeune, 1790, in-8°, 37 p. ; défense de l’École vétérinaire

## Iconographie
- 1929 ca  -  Pierre Flandrin (1752-1796) buste en marbre blanc par Jean-François Legendre-Héral; SD; Dim; H:57cm X L:31cm X P:25cm (vente Sotheby's, Paris le 6 avril 2011, lot no 184.)